# Jan von Arx
Jan von Arx (* 9. Februar 1978 in Thun) ist ein ehemaliger Schweizer Eishockeyspieler, der 20 Jahre lang für den HC Davos in der National League A aktiv war. Sein Bruder Reto war ebenfalls Eishockeyspieler.

## Karriere
Jan von Arx begann seine Karriere 1994 beim SC Langnau in der Nationalliga B. Ab 1995 spielte er bei den Elite-A-Junioren des HC Davos und gab in der gleichen Saison sein Debüt in der Nationalliga A (NLA) für Davos. 
In der Saison 1996/97 absolvierte er zwar noch 19 Spiele für die Davoser Junioren, stand aber den grössten Teil der Saison im NLA-Kader des HCD. In den folgenden Jahren entwickelte er sich zu einem offensivstarken Abwehrspieler, der über eine sehr gute Schuss- und Skatingtechnik verfügt. Grosses Aufsehen erregte der Dopingfall Jan von Arx, als dieser im März 2006 positiv auf Cannabis-Konsum getestet wurde. Im Juni 2006 wurde von Arx daraufhin für sechs Monate gesperrt.

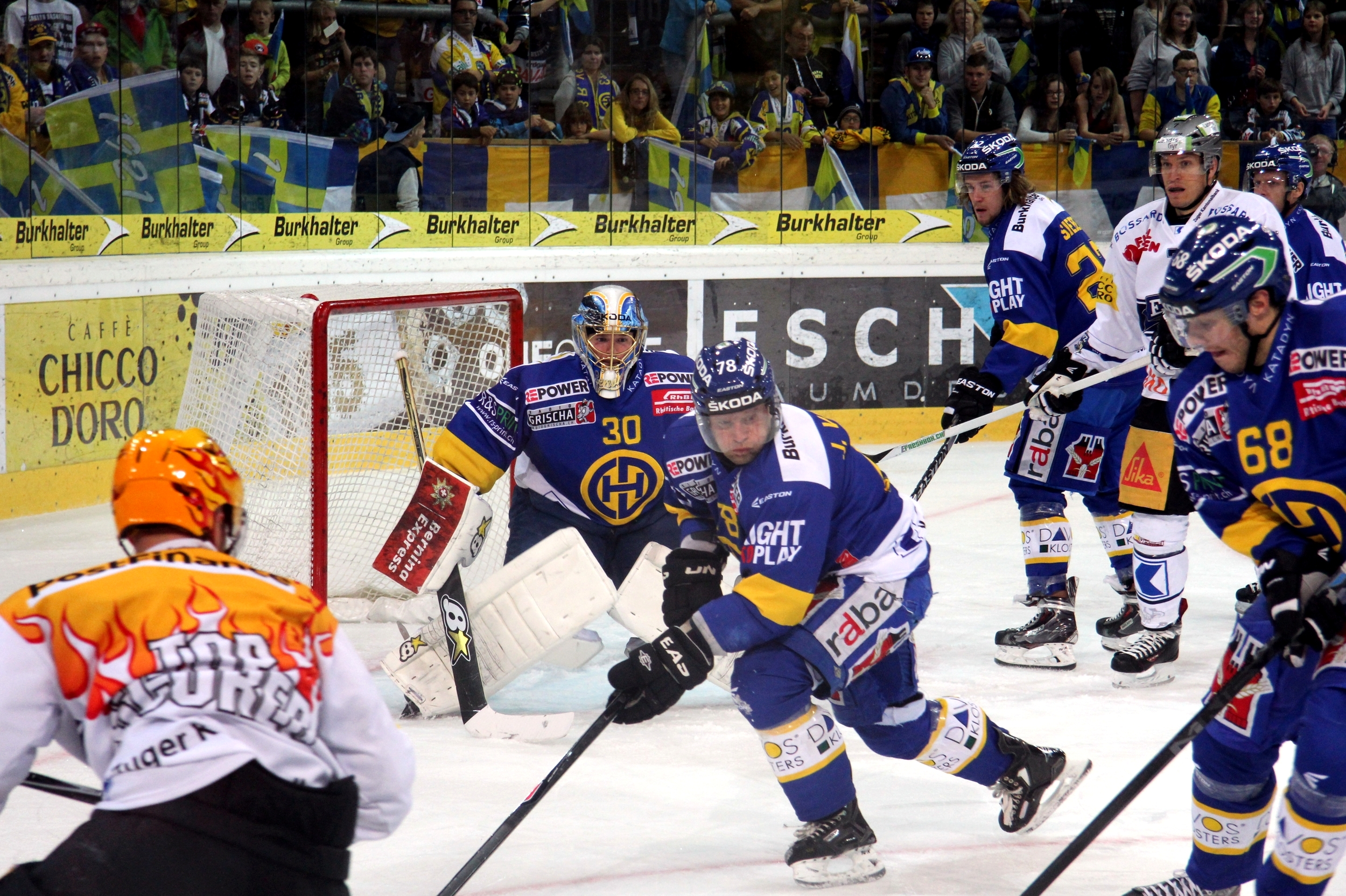
Jan von Arx (Bildmitte, 2014)

2004 und 2006 gewann er mit dem HC Davos den Spengler Cup und in den Jahren 2002, 2005, 2007, 2009, 2011 und 2015 wurde er mit demselben Verein Schweizer Meister.
Im Juni 2015 trat das Brüderpaar von Arx gemeinsam vom Leistungssport zurück.
Zwischen 2015 und 2020 war Jan von Arx Nachwuchstrainer beim HC Davos.
Seit September 2021 sind Jan und sein Bruder Reto Trainer des EHC Chur.

### International
Sein erstes Spiel für die Schweiz absolvierte Jan von Arx an der U18-Junioren-Europameisterschaft 1995. Sowohl an der Junioren-Weltmeisterschaft 1997, als auch an der Junioren-Weltmeisterschaft 1998 gehörte er zum Kader der Schweizer U20-Nationalmannschaft. 1999 wurde er erstmals in die Schweizer Eishockeynationalmannschaft berufen und nahm an der Weltmeisterschaft 1999 teil, wo er in vier Spielen zwei Tore und zwei Assists erzielte.

## Erfolge und Auszeichnungen
- 2002, 2005, 2007, 2009, 2011 und 2015 Schweizer Meistertitel mit dem HC Davos
- 2000, 2001, 2004, 2006 und 2011 Spengler Cup Sieger mit dem HC Davos

### International
- 1998 Bronzemedaille bei der Junioren-Weltmeisterschaft

## Karrierestatistik

### International
Vertrat die Schweiz bei:
- U18-Junioren-Europameisterschaft 1995
- U18-Junioren-Europameisterschaft 1996
- U20-Junioren-Weltmeisterschaft 1997
- U20-Junioren-Weltmeisterschaft 1998
- Weltmeisterschaft 1999

(Legende zur Spielerstatistik: Sp oder GP = absolvierte Spiele; T oder G = erzielte Tore; V oder A = erzielte Assists; Pkt oder Pts = erzielte Scorerpunkte; SM oder PIM = erhaltene Strafminuten; +/− = Plus/Minus-Bilanz; PP = erzielte Überzahltore; SH = erzielte Unterzahltore; GW = erzielte Siegtore; 1 Play-downs/Relegation; Kursiv: Statistik nicht vollständig)